# Éléa Gobbé-Mévellec
Éléa Gobbé-Mévellec (Bretaña, 25 de julio de 1985) es una animadora y directora francesa.

## Biografía
Éléa Gobbé-Mévellec nació en 1985 en Bretaña y creció en Châteauneuf-du-Faou. Desde muy temprano desarrolló una pasión por el dibujo. Animada por su maestra del jardín de infancia, tomó lecciones de dibujo con el único maestro de la ciudad en esta área, Lionel Bianchi. Más tarde, obtuvo una licenciatura en artes aplicadas y estudió animación en la escuela Gobelins.
Dirigió dos cortometrajes de animación que fueron seleccionados para el prestigioso Festival Internacional de Cine de Animación de Annecy: Madame, su película de estudio, y después, Escale.
Trabaja en numerosas producciones de animación en Francia, como animadora o diseñadora gráfica. Se especializa en la creación y animación de personajes.
Codirige su primer largometraje con Zabou Breitman, Les Hirondelles de Kaboul, que se estrenó en 2019. En la división de tareas, se ocupa especialmente del diseño gráfico de los personajes de la película, que está adaptada de la novela homónima de Yasmina Khadra. La película se presentó en el Festival Internacional de Cine de Animación de Annecy en 2018, donde recibió el Premio de Asistencia a Fondation Gan pour le cinéma.

## Filmografía
- 2006: Madame (cortometraje).
- 2008: Escale (cortometraje).[4]
- 2011: Le Chat du rabbin.
- 2012: Le Jour des corneilles.
- 2012: Ernest et Célestine.
- 2013: L'Apprenti Père Noël et le flocon magique .
- 2014: Le Prophète.
- 2014: Bang Bang!
- 2015: Avril et le Monde truqué.
- 2016: Lastman (serie de animación).
- 2019: Les Hirondelles de Kabul (con Zabou Breitman).[5]